# Pedinus fallax
Pedinus fallax – gatunek chrząszcza z rodziny czarnuchowatych i podrodziny Tenebrioninae. Zamieszkuje południowy wschód Europy.

## Taksonomia
Gatunek ten opisany został po raz pierwszy w 1853 roku przez Étienne’a Mulsanta i Claudiusa Reya. Wyróżnia się w jego obrębie dwa podgatunki:
- Pedinus fallax fallax Mulsant et Rey, 1853
- Pedinus fallax gracilis Mulsant et Rey, 1853

## Morfologia
Chrząszcz o krępym, owalnym w zarysie ciele długości od 8 do 10 mm. Ubarwienie ma czarne z jaśniejszymi głaszczkami i stopami, przeciętnie lśniące.
Głowa jest poprzeczna, gęsto punktowana, na przedniej krawędzi pośrodku wykrojona, o oczach całkowicie podzielonych występami policzków. Warga górna jest krótsza niż u P. helopioides. Czułki sięgają do tylnego brzegu przedplecza.
Przedplecze jest najszersze w połowie długości, po bokach zaokrąglone, u podgatunku P. f. gracilis jego punktowanie jest grubsze, podługowato-owalne, po bokach połączone we wzdłużne smużki, u podgatunku nominatywnego zaś drobniejsze i okrągłe. Listewka obrzeżająca boczne krawędzie i przednie kąty przedplecza jest grubsza niż u P. helopioides. Kształt tarczki jest krótki i poprzeczny. Pokrywy są owalne, sklepione, o wyraźnie, ale płytko punktowanych rzędach oraz płaskich, gęściej niż u P. helopioides punktowanych międzyrzędach.
Odnóża przedniej pary samca mają porośnięty szczecinkami spód uda oraz silnie rozszerzone sercowato, po bokach i od spodu porośnięte rudozłotymi włoskami człony stóp od pierwszego do trzeciego; u samicy przednie uda są nagie, a człony przednich stóp wąskie, kwadratowe, co najwyżej z kilkoma szczecinkami po bokach. Odnóża środkowej pary u samca mają golenie na szczytach wskutek kątowego rozszerzenia wewnętrznej strony trójkątne, a stopy pogrubione; u samicy środkowe golenie są proste i zwyczajnie ku szczytom rozszerzone, a środkowe stopy niepogrubione.

## Ekologia i występowanie
Owad ten zasiedla nasłonecznione stanowiska o charakterze stepowym, gdzie bytuje pod kamieniami i wśród traw. Larwy przechodzą rozwój w glebie.
Gatunek palearktyczny o pontyjsko-śródziemnomorskim typie rozsiedlenia. Podgatunek nominatywny znany jest z Włoch, Słowacji, Ukrainy, Słowenii, Chorwacji, Bośni i Hercegowiny, Serbii, Czarnogóry, Bułgarii, Albanii oraz południa europejskiej części Rosji. P. f. gracilis podawany jest z Węgier, Rumunii i Chorwacji.